# Prince de Bassano
Pour les articles homonymes, voir Bassano.
Le titre de prince de Bassano est une qualité nobiliaire romaine accordée par le pape Pie VIII à Manuel Godoy en 1829.
Son nom fait référence à la ville de Bassano Romano, à l'époque dénommée Bassano di Sutri, dans l'actuelle province de Viterbe en Italie.

## Histoire
En 1792, le roi d'Espagne Charles IV concède à son favori, Manuel Godoy, le titre de duc d'Alcudia et grand d'Espagne. À la suite du traité de Bâle, le roi le gratifie du titre de prince de la Paix. Il s'agit d'un honneur tout à fait inédit en Espagne puisque le seul personnage à avoir jamais porté le titre de prince est l'héritier du trône, le prince des Asturies. Le roi lui accorde également le traitement d'Altesse sérénissime. En 1804, il obtient le duché de Sueca et en 1806 la baronnie de Mascalbó.
Cependant, à l'accession au trône de Ferdinand VII en 1814, le titre de prince de la Paix est déclaré illégal et le nouveau roi s'emploie à réduire à néant Godoy, qu'il déteste. Les Godoy ont interdiction de rentrer en Espagne. Ils vivent alors en exil à Rome auprès du pape, qui leur affecte le palais Barberini. En 1829, lorsque Manuel Godoy achète la seigneurie de Bassano di Sutri, entre Rome et Viterbe, le pape Pie VIII lui accorde le titre de prince romain de Bassano. Godoy en profite pour remplacer son ancien titre de prince de la Paix par celui-ci.

## Liste des princes de Bassano
- 1829 – 1851 : Manuel Godoy y Álvarez de Faria (1767 – 1851), également duc d'Alcudia et grand d'Espagne, duc de Sueca, baron de Mascalbó et comte d'Évoramonte au Portugal ;
- 1851 – 1871 : Manuel de Godoy y Tudó (1805 – 1871), également comte de Castillo Fiel ;
- 1871 – 1896 : Manuel de Godoy y Crowe (1835 – 1896), comte de Castillo Fiel.

## Sources
- Domingos de Araújo Afonso et Rui Dique Travassos Valdez, Livro de Oiro da Nobreza, t. I, 1938, p. 491-498.